# 舜耕山
千佛山位于中国山东省济南市南郊，泰山山脉的北端，海拔285米，距离济南市中心3公里，是济南的一处名胜古迹。缘于隋开皇年间（581年-600年），佛教盛行，随山势雕刻了数千尊佛像，故名千佛山。
由千佛山向北方眺望，可以看到黄河，以及华不注山（又称华山），鹊山，匡山，标山等几座小山。这一景色被称为“长河一线，齐烟九点”。山腰有一牌坊，上书“齐烟九点”四字。山上还有文昌阁，一览庭，兴国禅寺等建筑。山东麓有辛亥革命烈士纪念碑。